# Poimenski seznam evroposlancev iz Nemčije
Poimenski seznam evroposlancev iz Nemčije'.

## Seznam
| Ime                                    | Stranka                                                | Mandat(i)       |
| Alexander Nuno Alvaro                  | Skupina zavezništva liberalcev in demokratov za Evropo | 2004-2009       |
| Angelika Beer                          | Skupina Zelenih-Evropska svobodna zveza                | 2004-2009       |
| Rolf Berend                            | Evropska ljudska stranka - Evropski demokrati          | 1999-2004 -2009 |
| Reimer Böge                            | Evropska ljudska stranka - Evropski demokrati          | 1999-2004 -2009 |
| Christian Ulrik von Boetticher         | Evropska ljudska stranka - Evropski demokrati          | 1999-2004       |
| Hiltrud Breyer                         | Skupina Zelenih-Evropska svobodna zveza                | 1999-2004 -2009 |
| André Brie                             | Evropska združena levica – Zelena nordijska levica     | 1999-2004 -2009 |
| Elmar Brok                             | Evropska ljudska stranka - Evropski demokrati          | 1999-2004 -2009 |
| Hans Udo Bullmann                      | Stranka evropskih socialistov                          | 1999-2004 -2009 |
| Daniel Caspary                         | Evropska ljudska stranka - Evropski demokrati          | 2004-2009       |
| Ozan Ceyhun                            | Stranka evropskih socialistov                          | 1999-2004       |
| Jorgo Chatzimarkakis                   | Skupina zavezništva liberalcev in demokratov za Evropo | 2004-2009       |
| Daniel Cohn-Bendit                     | Skupina Zelenih-Evropska svobodna zveza                | 2004-2009       |
| Michael Cramer                         | Skupina Zelenih-Evropska svobodna zveza                | 2004-2009       |
| Albert Dess                            | Evropska ljudska stranka - Evropski demokrati          | 2004-2009       |
| Garrelt Duin                           | Stranka evropskih socialistov                          | 1999-2004 -2009 |
| Christian Ehler                        | Evropska ljudska stranka - Evropski demokrati          | 2004-2009       |
| Markus Ferber                          | Evropska ljudska stranka - Evropski demokrati          | 1999-2004 -2009 |
| Christel Fiebiger                      | Evropska združena levica – Zelena nordijska levica     | 1999-2004       |
| Karl-Heinz Florenz                     | Evropska ljudska stranka - Evropski demokrati          | 1999-2004 -2009 |
| Ingo Friedrich                         | Evropska ljudska stranka - Evropski demokrati          | 1999-2004 -2009 |
| Michael Gahler                         | Evropska ljudska stranka - Evropski demokrati          | 1999-2004 -2009 |
| Evelyne Gebhardt                       | Stranka evropskih socialistov                          | 1999-2004 -2009 |
| Norbert Glante                         | Stranka evropskih socialistov                          | 1999-2004 -2009 |
| Anne-Karin Glase                       | (Evropska ljudska stranka - Evropski demokrati         | 1999-2004       |
| Lutz Goepel                            | Evropska ljudska stranka - Evropski demokrati          | 1999-2004 -2009 |
| Willi Görlach                          | Stranka evropskih socialistov                          | 1999-2004       |
| Alfred Gomolka                         | Evropska ljudska stranka - Evropski demokrati          | 1999-2004 -2009 |
| Friedrich-Wilhelm Graefe zu Baringdorf | Skupina Zelenih-Evropska svobodna zveza                | 1999-2004 -2009 |
| Ingeborg Grässle                       | Evropska ljudska stranka - Evropski demokrati          | 2004-2009       |
| Lissy Gröner                           | Stranka evropskih socialistov                          | 1999-2004 -2009 |
| Matthias Groote                        | Stranka evropskih socialistov                          | 2004-2009       |
| Klaus Hänsch                           | Stranka evropskih socialistov                          | 1999-2004 -2009 |
| Rebecca Harms                          | Skupina Zelenih-Evropska svobodna zveza                | 2004-2009       |
| Jutta D. Haug                          | Stranka evropskih socialistov                          | 1999-2004 -2009 |
| Ruth Hieronymi                         | Evropska ljudska stranka - Evropski demokrati          | 1999-2004 -2009 |
| Magdalene Hoff                         | Stranka evropskih socialistov                          | 1999-2004       |
| Karsten Friedrich Hoppenstedt          | Evropska ljudska stranka - Evropski demokrati          | 2004-2009       |
| Milan Horáček                          | Skupina Zelenih-Evropska svobodna zveza                | 2004-2009       |
| Georg Jarzembowski                     | Evropska ljudska stranka - Evropski demokrati          | 1999-2004 -2009 |
| Elisabeth Jeggle                       | Evropska ljudska stranka - Evropski demokrati          | 1999-2004 -2009 |
| Karin Jöns                             | Stranka evropskih socialistov                          | 1999-2004 -2009 |
| Karin Junker                           | Stranka evropskih socialistov                          | 1999-2004       |
| Gisela Kallenbach                      | Skupina Zelenih-Evropska svobodna zveza                | 2004-2009       |
| Martin Kastler                         | Evropska ljudska stranka - Evropski demokrati          | 1999-2004       |
| Sylvia-Yvonne Kaufmann                 | Evropska združena levica – Zelena nordijska levica     | 1999-2004 -2009 |
| Hedwig Keppelhoff-Wiechert             | Evropska ljudska stranka - Evropski demokrati          | 1999-2004       |
| Margot Kessler                         | Stranka evropskih socialistov                          | 1999-2004       |
| Heinz Kindermann                       | Stranka evropskih socialistov                          | 1999-2004 -2009 |
| Ewa Klamt                              | Evropska ljudska stranka - Evropski demokrati          | 1999-2004 -2009 |
| Christa Klass                          | Evropska ljudska stranka - Evropski demokrati          | 1999-2004 -2009 |
| Wolf Klinz                             | Skupina zavezništva liberalcev in demokratov za Evropo | 2004-2009       |
| Karsten Knolle                         | Evropska ljudska stranka - Evropski demokrati          | 1999-2004       |
| Dieter-Lebrecht Koch                   | Evropska ljudska stranka - Evropski demokrati          | 1999-2004 -2009 |
| Silvana Koch-Mehrin                    | Skupina zavezništva liberalcev in demokratov za Evropo | 2004-2009       |
| Christoph Werner Konrad                | Evropska ljudska stranka - Evropski demokrati          | 1999-2004 -2009 |
| Holger Krahmer                         | Skupina zavezništva liberalcev in demokratov za Evropo | 2004-2009       |
| Constanze Angela Krehl                 | Stranka evropskih socialistov                          | 1999-2004 -2009 |
| Wolfgang Kreissl-Dörfler               | Stranka evropskih socialistov                          | 1999-2004 -2009 |
| Wilfried Kuckelkorn                    | Stranka evropskih socialistov                          | 1999-2004       |
| Helmut Kuhne                           | Stranka evropskih socialistov                          | 1999-2004 -2009 |
| Alexander Graf Lambsdorff              | Skupina zavezništva liberalcev in demokratov za Evropo | 2004-2009       |
| Bernd Lange                            | Stranka evropskih socialistov                          | 1999-2004       |
| Werner Langen                          | Evropska ljudska stranka - Evropski demokrati          | 1999-2004 -2009 |
| Brigitte Langenhagen                   | Evropska ljudska stranka - Evropski demokrati          | 1999-2004       |
| Armin Laschet                          | Evropska ljudska stranka - Evropski demokrati          | 1999-2004 -2009 |
| Kurt Joachim Lauk                      | Evropska ljudska stranka - Evropski demokrati          | 2004-2009       |
| Kurt Lechner                           | Evropska ljudska stranka - Evropski demokrati          | 1999-2004 -2009 |
| Klaus-Heiner Lehne                     | Evropska ljudska stranka - Evropski demokrati          | 1999-2004 -2009 |
| Jo Leinen                              | Stranka evropskih socialistov                          | 1999-2004 -2009 |
| Peter Liese                            | Evropska ljudska stranka - Evropski demokrati          | 1999-2004 -2009 |
| Rolf Linkohr                           | Stranka evropskih socialistov                          | 1999-2004       |
| Erika Mann                             | Stranka evropskih socialistov                          | 1999-2004 -2009 |
| Thomas Mann                            | Evropska ljudska stranka - Evropski demokrati          | 1999-2004 -2009 |
| Helmuth Markov                         | Evropska združena levica – Zelena nordijska levica     | 1999-2004 -2009 |
| Hans-Peter Mayer                       | Evropska ljudska stranka - Evropski demokrati          | 1999-2004 -2009 |
| Xaver Mayer                            | Evropska ljudska stranka - Evropski demokrati          | 1999-2004       |
| Winfried Menrad                        | Evropska ljudska stranka - Evropski demokrati          | 1999-2004       |
| Hans Modrow                            | Evropska združena levica – Zelena nordijska levica     | 1999-2004       |
| Peter Michael Mombaur                  | Evropska ljudska stranka - Evropski demokrati          | 1999-2004       |
| Rosemarie Müller                       | Stranka evropskih socialistov                          | 1999-2004       |
| Hartmut Nassauer                       | Evropska ljudska stranka - Evropski demokrati          | 1999-2004 -2009 |
| Angelika Niebler                       | Evropska ljudska stranka - Evropski demokrati          | 1999-2004 -2009 |
| Vural Öger                             | Stranka evropskih socialistov                          | 2004-2009       |
| Cem Özdemir                            | Skupina Zelenih-Evropska svobodna zveza                | 2004-2009       |
| Doris Pack                             | Evropska ljudska stranka - Evropski demokrati          | 1999-2004 -2009 |
| Tobias Pflüger                         | Evropska združena levica – Zelena nordijska levica     | 2004-2009       |
| Wilhelm Ernst Piecyk                   | Stranka evropskih socialistov                          | 1999-2004 -2009 |
| Markus Pieper                          | Evropska ljudska stranka - Evropski demokrati          | 2004-2009       |
| Hans-Gert Pöttering                    | Evropska ljudska stranka - Evropski demokrati          | 1999-2004 -2009 |
| Bernd Posselt                          | Evropska ljudska stranka - Evropski demokrati          | 1999-2004 -2009 |
| Godelieve Quisthoudt-Rowohl            | Evropska ljudska stranka - Evropski demokrati          | 1999-2004 -2009 |
| Alexander Radwan                       | Evropska ljudska stranka - Evropski demokrati          | 1999-2004 -2009 |
| Christa Randzio-Plath                  | Stranka evropskih socialistov                          | 1999-2004       |
| Bernhard Rapkay                        | Stranka evropskih socialistov                          | 1999-2004 -2009 |
| Herbert Reul                           | Evropska ljudska stranka - Evropski demokrati          | 2004-2009       |
| Dagmar Roth-Behrendt                   | Stranka evropskih socialistov                          | 1999-2004 -2009 |
| Mechtild Rothe                         | Stranka evropskih socialistov                          | 1999-2004 -2009 |
| Willi Rothley                          | Stranka evropskih socialistov                          | 1999-2004       |
| Heide Rühle                            | Skupina Zelenih-Evropska svobodna zveza                | 1999-2004 -2009 |
| Jannis Sakellariou                     | Stranka evropskih socialistov                          | 1999-2004       |
| Ursula Schleicher                      | Evropska ljudska stranka - Evropski demokrati          | 1999-2004       |
| Gerhard Schmid                         | Stranka evropskih socialistov                          | 1999-2004       |
| Frithjof Schmidt                       | Skupina Zelenih-Evropska svobodna zveza                | 2004-2009       |
| Ingo Schmitt                           | Evropska ljudska stranka - Evropski demokrati          | 1999-2004 -2009 |
| Horst Schnellhardt                     | Evropska ljudska stranka - Evropski demokrati          | 1999-2004 -2009 |
| Ilka Schröder                          | Evropska združena levica – Zelena nordijska levica     | 1999-2004       |
| Jürgen Schröder                        | Evropska ljudska stranka - Evropski demokrati          | 1999-2004 -2009 |
| Elisabeth Schroedter                   | Skupina Zelenih-Evropska svobodna zveza                | 1999-2004 -2009 |
| Martin Schulz                          | Stranka evropskih socialistov                          | 1999-2004 -2009 |
| Willem Schuth                          | Skupina zavezništva liberalcev in demokratov za Evropo | 2004-2009       |
| Andreas Schwab                         | Evropska ljudska stranka - Evropski demokrati          | 2004-2009       |
| Konrad K. Schwaiger                    | Evropska ljudska stranka - Evropski demokrati          | 1999-2004       |
| Renate Sommer                          | Evropska ljudska stranka - Evropski demokrati          | 1999-2004 -2009 |
| Gabriele Stauner                       | Evropska ljudska stranka - Evropski demokrati          | 1999-2004       |
| Ulrich Stockmann                       | Stranka evropskih socialistov                          | 1999-2004 -2009 |
| Diemut R. Theato                       | Evropska ljudska stranka - Evropski demokrati          | 1999-2004       |
| Helga Trüpel                           | Skupina Zelenih-Evropska svobodna zveza                | 2004-2009       |
| Feleknas Uca                           | Evropska združena levica – Zelena nordijska levica     | 1999-2004 -2009 |
| Thomas Ulmer                           | Evropska ljudska stranka - Evropski demokrati          | 2004-2009       |
| Sahra Wagenknecht                      | Evropska združena levica – Zelena nordijska levica     | 2004-2009       |
| Ralf Walter                            | Stranka evropskih socialistov                          | 1999-2004 -2009 |
| Manfred Weber                          | Evropska ljudska stranka - Evropski demokrati          | 2004-2009       |
| Barbara Weiler                         | Stranka evropskih socialistov                          | 1999-2004 -2009 |
| Anja Weisgerber                        | Evropska ljudska stranka - Evropski demokrati          | 2004-2009       |
| Brigitte Wenzel-Perillo                | Evropska ljudska stranka - Evropski demokrati          | 1999-2004       |
| Rainer Wieland                         | Evropska ljudska stranka - Evropski demokrati          | 1999-2004 -2009 |
| Karl von Wogau                         | Evropska ljudska stranka - Evropski demokrati          | 1999-2004 -2009 |
| Joachim Wuermeling                     | Evropska ljudska stranka - Evropski demokrati          | 1999-2004 -2009 |
| Gabi Zimmer                            | Evropska združena levica – Zelena nordijska levica     | 2004-2009       |
| Jürgen Zimmerling                      | Evropska ljudska stranka - Evropski demokrati          | 1999-2004       |
| Sabine Zissener                        | Evropska ljudska stranka - Evropski demokrati          | 1999-2004       |